# La reconquista
Pour plus de détails, voir Fiche technique et Distribution.
La reconquista est un film espagnol réalisé par Jonás Trueba, sorti en 2016.

## Synopsis
Manuela et Olmo se sont aimés quand ils étaient plus jeunes. Quinze ans après, ils se retrouvent.

## Fiche technique
- Titre : La reconquista
- Réalisation : Jonás Trueba
- Scénario : Jonás Trueba
- Musique : Rafael Berrio
- Photographie : Santiago Racaj
- Montage : Marta Velasco
- Production : Javier Lafuente
- Société de production : Los Ilusos Films
- Société de distribution : Arizona Distribution (France)[1]
- Pays :  Espagne
- Genre : Drame et romance
- Durée : 108 minutes
- Dates de sortie : 
  -  Espagne : 30 septembre 2016
  - France : 26 janvier 2026[1]

## Distribution
- Francesco Carril : Olmo
- Itsaso Arana : Manuela
- Pablo Hoyos : Olmo jeune
- Candela Recio : Manuela jeune
- Aura Garrido : Carla
- Rafael Berrio : le père de Manuela

## Distinctions
Le film a été présenté en sélection officielle en compétition au Festival international du film de Saint-Sébastien et en sélection internationale au Festival international du film de Mar del Plata. Il a également reçu trois prix au Festival Cinespaña (Violette d'or, prix du meilleur réalisateur et mention spéciale).